# Revolución de las Rosas
La Revolución de las Rosas fue un cambio de poder no violento en Georgia en noviembre de 2003. La revolución comenzó con protestas masivas por las polémicas elecciones parlamentarias ocurridas ese año y terminó con la renuncia del presidente Eduard Shevardnadze, hecho que marcó el final del liderazgo soviético en el país. Su nombre deriva de la acción del 21 de noviembre cuando manifestantes liderados por Mijeíl Saakashvili irrumpieron en una sesión del parlamento con rosas en la mano.
Las protestas duraron 20 días, del 3 al 23 de noviembre de 2003, y trajo como consecuencia nuevas elecciones presidenciales y parlamentarias que convirtieron al Movimiento Nacional Unido en el principal partido de gobierno. Después de la Revolución de las Rosas, Georgia siguió una política exterior prooccidental y puso la integración europea y euro-atlántica como su máxima prioridad. Este cambio de trayectoria contribuyó a la tensión del gobierno georgiano con Rusia.
Mijeíl Saakashvili quien lideró la revolución, fue elegido presidente de Georgia y lideró el país hasta 2013, cuando concluyó su segundo mandato, abandonó Georgia y se instaló en Ucrania, que lo empleó en la Administración del Estado junto a otros miembros de su equipo. Las detenciones arbitrarias, las extorsiones y las torturas en establecimientos penitenciarios fueron los aspectos más siniestros del régimen de Saakashvili.

## Antecedentes
Georgia había sido gobernada por Eduard Shevardnadze desde 1992 (como Presidente de Georgia desde 1995). Su gobierno —y su propia familia— se veían cada más asociados con la rampante corrupción que limitaba el crecimiento de la economía de Georgia. [cita requerida]El país seguía siendo muy pobre para los estándares europeos, y en 2003 lo seguía siendo. Dos regiones separatistas apoyadas por los rusos (Abjasia y Osetia del Sur) se mantenían fuera del control central de Tiflis, y la república autónoma de Ayaria estaba gobernada por el líder semiseparatista Aslan Abashidze.
La crisis política y económica estaba cerca de alcanzar su cúspide momentos antes de las elecciones parlamentarias fechadas para el 2 de noviembre de 2003. La alianza política de Shevardnadze «Para una Nueva Georgia» y de Abashidze «Unión por el Renacimiento Democrático» vieron desplazadas por los populares partidos de la oposición: el Movimiento Unidad Nacional de Mijeíl Saakashvili y "Demócratas-Buryanadze" liderados por la Portavoz del Parlamento Nino Buryanadze y por el (ahora fallecido) portavoz Zurab Zhvania.
El nuevo presidente, Mijeíl Saakashvili (2004), decide librarse de la hegemonía rusa, por lo que adoptó una política de acercamiento a Occidente, sobre todo a los Estados Unidos, intentando así entrar a formar parte de la OTAN. Intenta también recuperar el control de las dos regiones secesionistas de Osetia del Sur y de Abjasia. El gobierno ruso se ve forzado a cerrar sus bases militares en Georgia y tras una negativa de la OTAN al ingreso de Georgia, Saakashvili invade por la fuerza las dos regiones secesionistas, atacando a las fuerzas de paz de Naciones Unidas llevadas a cabo por soldados rusos, provocando la inmediata intervención militar rusa en la región en agosto de 2008. Tras cuatro días de conflicto, los vencedores rusos reconocen la independencia de las regiones. Por la mediación del por entonces presidente de la UE, Nicolas Sarkozy, se firmó el acuerdo de paz.